# Leonid Xvàrtsman
Leonid Aronovitx Xvàrtsman (rus: Леонид Аронович Шварцман; Minsk, 30 d'agost de 1920 - 2 de juliol de 2022) va ser un animador i artista visual soviètic i belarús. Va passar la major part de la seva carrera creativa al Soyuzmultfilm Studio, a Moscou, on va exercir de director d'art a Txeburaixka, Snejnaia koroleva i molts altres dibuixos animats.

## Biografia
Xvàrtsman va nàixer a Minsk, RSSB, i va créixer en una família religiosa de parla ídix a la ciutat vella. Son pare tenia feina com a comptable en una fàbrica de maons, però va morir prematurament quan Xvàrtsman tenia només 13 anys. Els seus iaios materns van emigrar als EUA l'any 1924, fet que va deixar la família endeutada i ell va haver de tindre cura dels seus germans. Després que la seua educació primària s'interrompira a causa del seu interès pels moviments juvenils comunistes, va assistir a un gimnàs que hui s'ha convertit en una escola pública. El 1935, va assistir a una nova escola d'art amb el seu amic i futur col·lega Lev Milchin. Després de graduar-se, tots dos es van traslladar a Leningrad amb l'esperança de seguir una carrera artística, però l'Acadèmia de Belles Arts mai va reconéixer les seues sol·licituds i es van veure obligats a cursar un programa preparatori a l'Escola d'Art de Leningrad. La mare i el nebot de Xvàrtsman van morir de fam al setge de Leningrad i, segons les seues paraules, "ni un sol dels meus companys va tornar mai al camp de batalla". Va canviar legalment el seu nom a Izrail després que el país d'Israel guanyara la Guerra dels Sis Dies.

## Carrera
Sense llar, sense pares ni germans, i sense poder seguir una carrera artística, va buscar racons més marginals del món creatiu. El 1945, es va presentar a l'Institut Panrus Gueràssimov de Cinematografia (VGIK), i el 1951, quan es va graduar, va aconseguir l'entrada a Soiuzmultfilm, on va romandre tota la seua carrera. Xvàrtsman està acreditat en 70 pel·lícules a l'estudi.
És conegut com el creador de la imatge visual de Txeburaixka ja que ell mateix va esculpir i animar el personatge. Xvàrtsman és estimat a Amèrica i Europa, i fins i tot té un seguiment de culte al Japó per crear el personatge. Hayao Miyazaki va dir que va començar a animar de nou un cop va veure el seu treball a Snejnaia koroleva. En el seu 100è aniversari, Vladimir Putin el va descriure en una carta com un patriarca de l'escola d'animació nacional i un home amb un do extraordinari. Va celebrar una cerimònia a Moscou pel seu 100 aniversari, i en aquella cerimònia l'estudi d'animació on va treballar durant anys el va felicitar.
L'any 2002, als 82 anys se li va concedir el títol d'Artista Popular de la Federació Russa. El 2016, Xvàrtsman va guanyar el seu segon premi, el Premi presidencial d'escriptura i art per a nens i joves. Xvàrtsman dibuixava amb la mà esquerra.